# Tetrao urogallus taczanowskii
Tetrao urogallus taczanowskii es una subespecie del Tetrao urogallus, especie de la familia Tetraonidae en el orden de los Galliformes. 

## Distribución geográfica
Se encuentra en Siberia central hasta el noroeste de Mongolia y Corea del Norte.